# Неподношење лактозе
Неподношење лактозе или интолеранција на лактозу је узрокована смањеном способношћу или потпуном неспособношћу варења лактозе (шећера који се налази у млечним производима). Поједине особе, поред осталог, разликују се и у количини лактозе коју могу да толеришу пре него што се у њиховом организму развију симптоми.
Симптоми неподношења лактозе, обично почињу тридесет минута до два сата након уноса или испијања млека или другог производа који садржи лактозу. Они могу укључивати бол у стомаку, надимање, пролив (дијареју), надимање и мучнину, са озбиљношћу симптома која обично зависи од количине унете лактозе.  При томе треба имати у виду да интолеранција на лактозу не узрокује оштећење гастроинтестиналног тракта.

## Епидемиологија
Широм света, око 65% одраслих је погођено малапсорпцијом лактозе. Други сисари обично губе способност варења лактозе након одбијања. Неподношење лактозе је стање предака свих људи пре недавне еволуције перзистентности лактазе у неким културама, што проширује толеранцију на лактозу у одраслом добу.
Перзистентност на лактазу је еволуирала у неколико популација независно, вероватно као адаптација на припитомљавање млечних животиња пре око 10.000 година.
Данас преваленција толеранције на лактозу увелико варира између региона и етничких група.  Способност варења лактозе је најчешћа код људи европског порекла, а у мањој мери у неким деловима Блиског истока и Африке. Неподношење лактозе је најчешћа међу људима јеврејског порекла, као иу многим афричким и арапским земљама. Традиционалне културе исхране одражавају локалне варијације у толеранцији и историјски су се многа друштва прилагодила ниским нивоима толеранције правећи млечне производе који садрже мање лактозе из свежег млека.
Медикализација неподношења лактозе као поремећаја приписује се пристрасностима у историји истраживања, пошто је већина раних студија спроведена међу популацијама које су нормално толерантне, као и културном и економском значају и утицају млека у земљама као што су Сједињене Америчке Државе.

## Етиопатогенеза
Интолеранција на лактозу је последица недостатка ензима који разграђују лактазу у танком цреву на глукозу и галактозу.
Постоје четири типа интолеранције на лактозу:
- Примарна хиполактазија,  који се јавља како количина лактазе опада са растом људи.[1] Примарни недостатак лактазе, је генетски поремећај који погађа само одрасле особе и узрокована је одсуством алела перзистентности лактазе. Код особа без алела перзистенције лактазе, тело производи мање лактазе током времена, што доводи до хиполактазије у одраслом добу.[11]  Учесталост перзистентности лактазе, која омогућава толеранцију на лактозу, веома варира широм света, са највећом преваленцијом у северозападној Европи, опада у јужној Европи и на Блиском истоку и ниска је у Азији и већем делу Африке, иако је уобичајена код сточарских популација из Африке.[12]

- Секундарна хиполактазија, настај као последица повреде танког црева. Таква повреда може бити резултат инфекције, целијакије, инфламаторне болести црева или других болести.[1][13] Овај облик интолеранције на лактозу може се јавити и код новорођенчади и код одраслих особа које су упорне на лактазу и генерално је реверзибилан. Може бити узрокован акутним гастроентеритисом, целијакијом, Кроновом болешћу, улцерозним колитисом,[14] хемотерапијом, цревним паразитима (као што је гиардија) или другим узроцима из околине.

- Развојна хиполактазија која се може јавити код превремено рођених беба и обично се побољшава током кратког временског периода.[1]

- Урођена алактазија, који је изузетно редак генетски поремећај у коме се од рођења ствара мало или нимало лактазе.[1] Смањење производње лактазе обично почиње у касном детињству или раном одраслом добу,[1] али преваленција расте са годинама.[3] Људи са урођеним недостатком лактазе не могу да сваре лактозу од рођења, тако да не могу да сваре мајчино млеко. Овај генетски дефект карактерише потпуни недостатак лактазе (алактазија). Око 40 случајева је пријављено широм света, углавном ограничено на Финску. Пре 20. века, бебе рођене са урођеним недостатком лактазе често нису преживљавале,[15] али је стопа смртности смањена са формулама за бебе од соје и произведеним млечним производима без лактозе.[16]

## Дијагноза
Дијагноза се може потврдити ако симптоми нестану након елиминације лактозе из исхране. Остали пратећи тестови укључују водонични тест дисања и тест киселости столице.
Друга стања која могу изазвати сличне симптоме укључују синдром иритабилног црева, целијакију и инфламаторну болест црева.
Интолеранција на лактозу се разликује од алергије на млеко.

## Терапија
Лечење се обично заснива на смањењењу количине унеге лактозе у исхрани, узимањем суплемената лактазе или лечењем основне болести.
Већина особа обично може да попију најмање једну шољу млека без развоја симптома, а веће количине се толеришу ако се пију уз оброк или током дана.  Такође се симптоми побољшавају испијањем млека са природнијим садржајем масти.